# Großes Immergrün
Das Große Immergrün (Vinca major) ist eine Pflanzenart aus der Gattung Immergrün (Vinca) in der Familie der Hundsgiftgewächse (Apocynaceae).

## Beschreibung

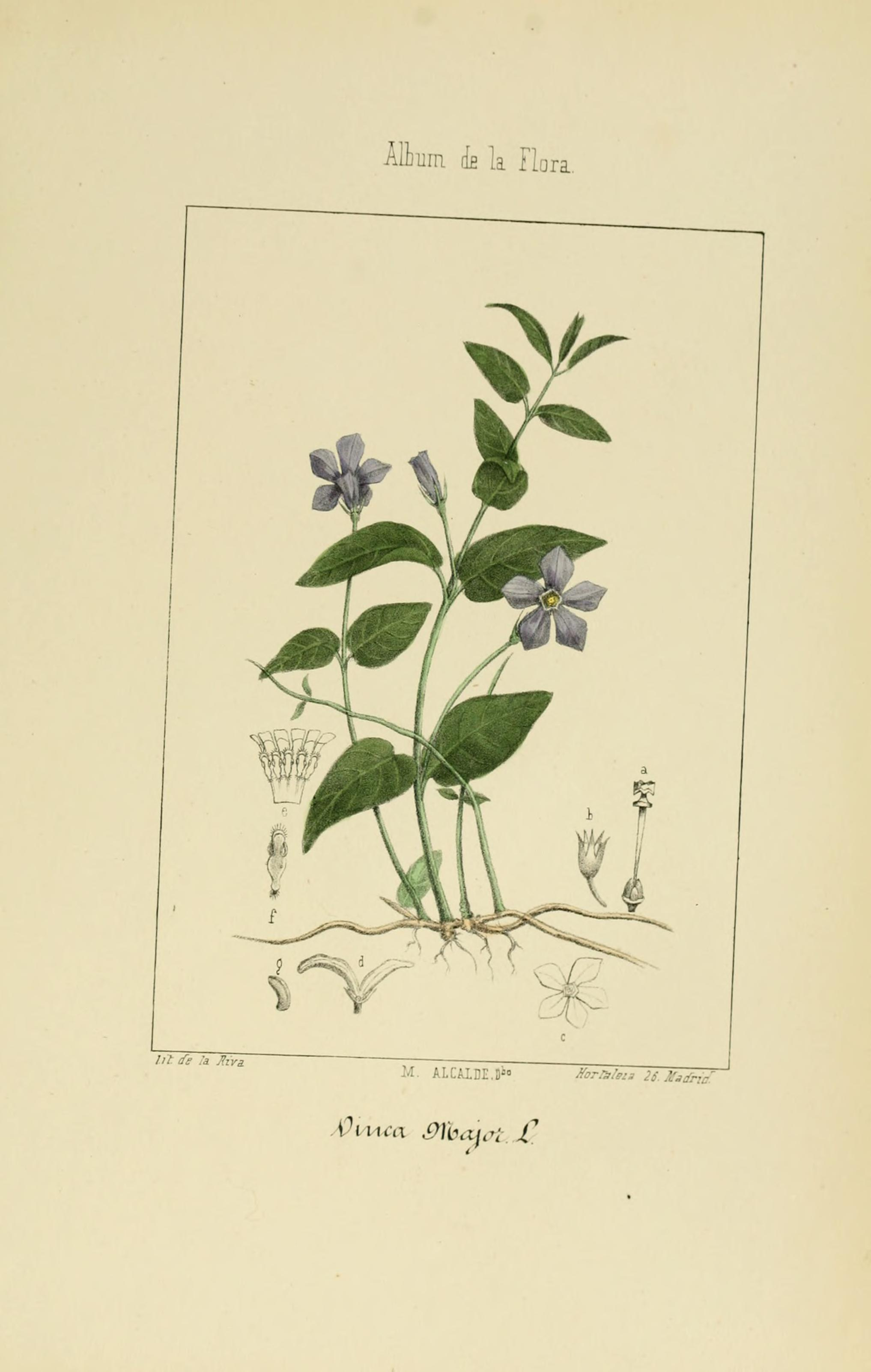
Illustration

### Vegetative Merkmale
Das Große Immergrün ist ein immergrüner, ausdauernder Halbstrauch mit einer Sprossachse, die über den Boden kriecht und an den Knoten wurzelt. Die Zweige werden bis 1 Meter lang, sie sind am Grund erst aufsteigend und später herabgebogen, niederliegend und kriechend. Die Blütensprosse erreichen aufsteigend eine Wuchshöhe von 30 Zentimeter.
Die gegenständig angeordneten Laubblätter sind in Blattstiel und -spreite gegliedert. Die ledrige, einfache Blattspreite ist bei einer Länge von bis zu 9 Zentimetern sowie einer Breite von etwa 6 Zentimetern in der Regel eiförmig bis dreieckig geformt, seltener auch schmal-eiförmig bis lanzettlich, wobei die unteren Laubblätter meist kleiner sind. Am Grund sind die größeren Blätter oft fast herzförmig, nach vorne hin spitz. Die Laubblätter sind am Rand gewimpert und deutlich fiedernervig.
Die nahe verwandte Art Vinca minor (kleines Immergrün) ist kleiner und ohne Flaum auf den Blättern.

### Generative Merkmale
Die Blütezeit reicht von März bis Mai, manchmal zusätzlich noch im Herbst. Die Blüten befinden sich einzeln in den oberen Blattachseln. Die Blütenstiele sind kürzer als die dazugehörigen Blätter.
Die zwittrigen Blüten sind radiärsymmetrisch und fünfzählig mit doppelter Blütenhülle. Der bleibende Kelch ist kurz trichterförmig verwachsen. Er weist schmale, pfriemliche, am Rand lang gewimperte, bis 17 Millimeter lange Zipfel auf. Die präsentiertellerförmige, hellblaue, purpurfarbene oder violette (selten auch weiße) Blütenkrone misst im Durchmesser bis zu 50 Millimeter. Die innen im mittleren Teil behaarte Röhre ist kurz und verbreitert sich gleichmäßig trichterförmig. Die verkehrt-eiförmigen Kronzipfel sind gestutzt und schief und überlappen in der Knospe nach links. Es ist nur ein Kreis mit fünf kurzen Staubblättern in der Mitte der Kronröhre vorhanden, die mit den geknieten Staubfäden angeheftet sind. Das Konnektiv zwischen den Staubbeuteln ist verbreitert und behaart. Die zwei einkammerigen, genäherten, am Fruchtknoten freien Stempel sind oberständig und einfächerig. Der Griffel ist kurz und trägt einen haarschopfigen, großen „Griffelkopf“ an der Spitze. Es sind unten an dem Stempeln zwei längliche Nektarien vorhanden.

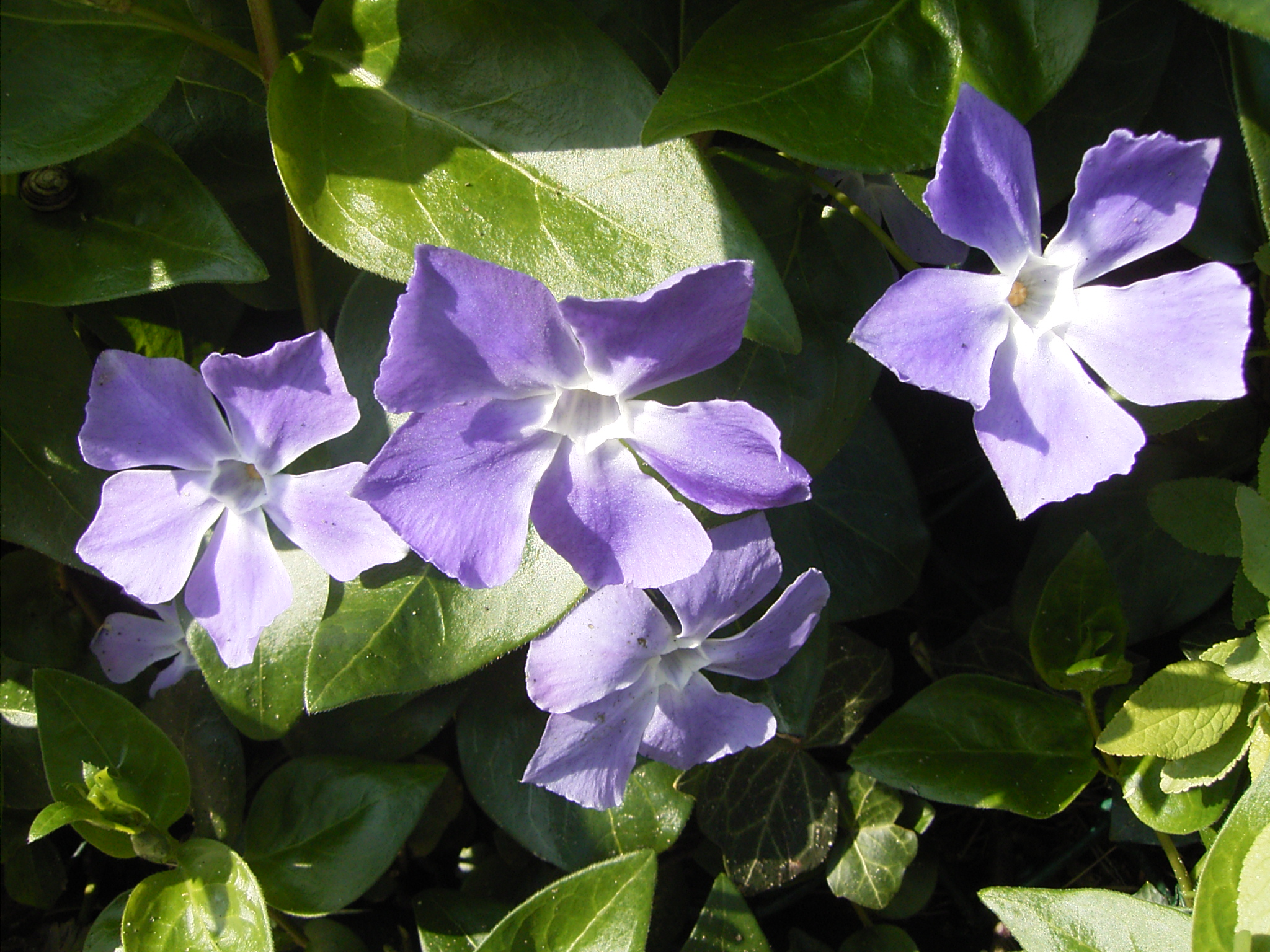
Blüten von oben

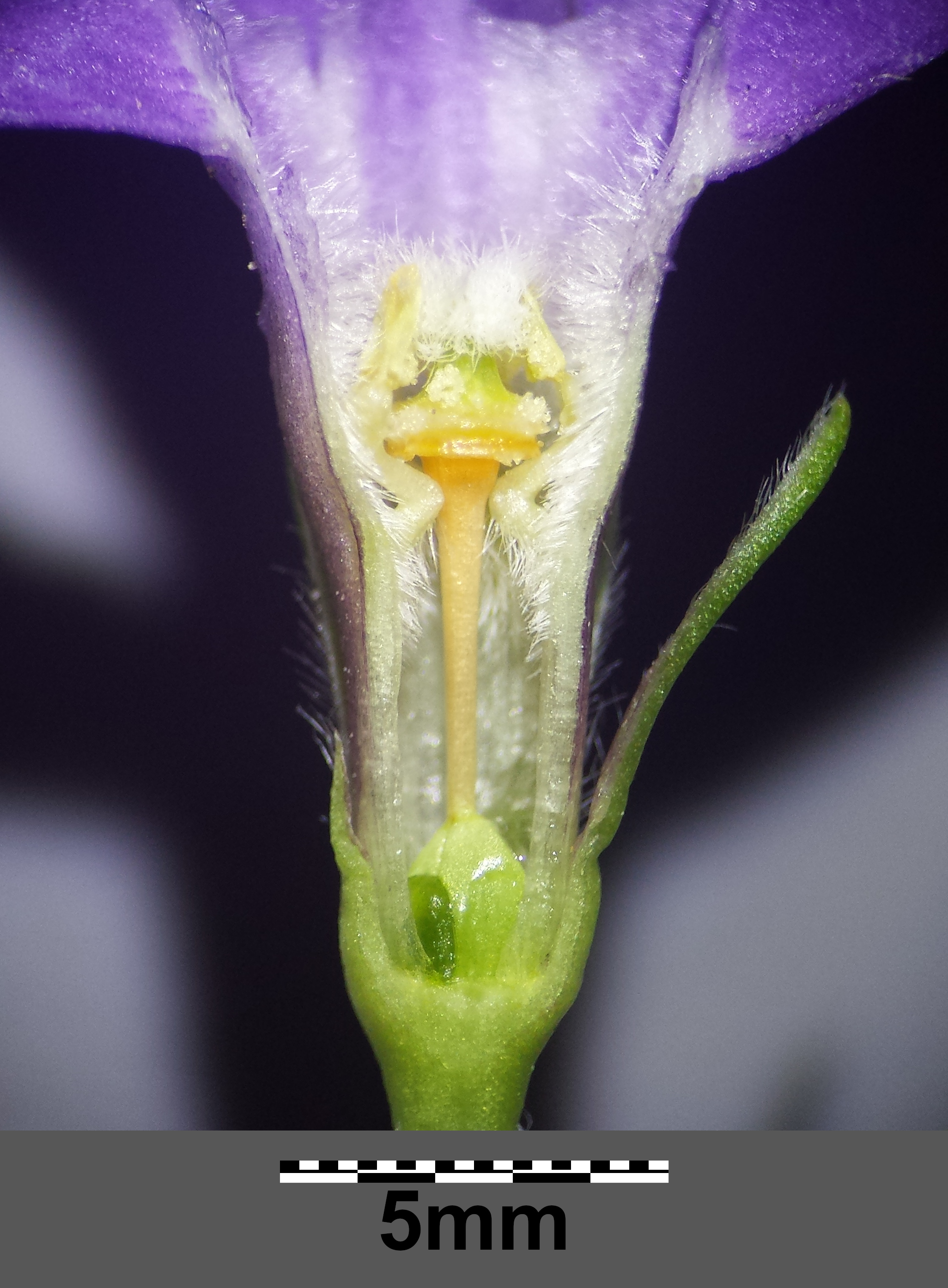
Schnitt durch Kronröhre

Die Sammelbalgfrucht mit beständigem Kelch besteht aus zwei trockenen, oft verschieden großen, am Grund verbundenen, mehrsamigen bis 4 Zentimeter langen Balgfrüchten. Die einseitig gefurchten, schmal-ellipsoiden Samen sind bis 9 Millimeter lang, höckerig, rau und kahl.
Die Chromosomenzahl beträgt 2n = 90 oder 92.

## Vorkommen
Das natürliche Verbreitungsgebiet ist das westliche und zentrale Mittelmeerraum bis Vorderasien. Es gibt Angaben von ursprünglichen Vorkommen in den Ländern Frankreich, Italien, Korsika, Sardinien, Sizilien, im früheren Jugoslawien, in Albanien, Bulgarien, in der Türkei, in Kreta und auf Inseln der Ägäis, im Gebiet von Libanon und Syrien und im Kaukasusraum. Diese Art ist vielerorts ein Neophyt, so in Nord-, Mittel- und Südamerika, in Neuseeland, Nordafrika, China, Spanien, Großbritannien, Mittel- und Osteuropa.
Das Große Immergrün wächst an schattigen Plätzen, in Wäldern, an Gebüschen und feuchten Hecken sowie an Bächen.
Die ökologischen Zeigerwerte nach Landolt et al. 2010 sind in der Schweiz: Feuchtezahl F = 3 (mäßig feucht), Lichtzahl L = 3 (halbschattig), Reaktionszahl R = 3 (schwach sauer bis neutral), Temperaturzahl T = 5 (sehr warm-kollin), Nährstoffzahl N = 4 (nährstoffreich), Kontinentalitätszahl K = 3 (subozeanisch bis subkontinental).

## Systematik
Die Erstveröffentlichung von Vinca major erfolgte 1753 durch Carl von Linné in Species Plantarum, Tomus I, S. 209.
Je nach Autor gibt es etwa drei Unterarten:
- Vinca major subsp. balcanica (Pénzes) Kozuharov & A.V.Petrova: Sie kommt auf der nördlichen Balkanhalbinsel vor.[2]
- Vinca major subsp. hirsuta (Boiss.) Stearn: Sie kommt von der nördlichen Türkei bis zum westlichen Transkaukasien vor.[2]
- Vinca major subsp. major: Sie kommt ursprünglich von Südeuropa bis zum östlichen Mittelmeergebiet vor und ist in zahlreichen Ländern ein Neophyt.[2]